# Puy-de-Fourches
Puy-de-Fourches est une ancienne commune française du département de la Dordogne, qui a existé jusqu'en 1829. 

## Toponymie
La graphie Puy-de-Fourches n'est officialisée qu'en 1801. On trouve les mentions précédentes Podium Furcarum en 1293 dans les archives de l'abbaye de Brantôme, Puey de Forchas en 1460, Puy des Fourches sur la carte de Cassini représentant la France entre 1756 et 1789, et Puy de Fourche en 1793.
Puey est une forme occitane locale de Pueg, correspondant à une hauteur, alors que forcas correspond en occitan à « fourche » et a deux significations possibles : soit un carrefour, soit un instrument en forme de fourche. Donc, le lieu était une hauteur située à un carrefour ou bien un lieu où étaient dressées des fourches patibulaires.

## Historique
La commune de Puy-de-Fourches (écrite dans un premier temps « Puy de Fourche ») est créée en 1790 avec la plupart des autres communes françaises. Elle est d'abord rattachée au canton de Brantôme dépendant du district de Perigueux jusqu'en 1795, date de suppression des districts. En 1801, le canton est rattaché à l'arrondissement de Périgueux.
En 1829, elle fusionne avec la commune de Sencenac sous le nouveau nom de Sencenac-Puy-de-Fourches.

## Démographie
| 1793 | 1800 | 1806 | 1821 |
| ---- | ---- | ---- | ---- |
| 368  | 290  | 309  | 281  |